# Stari grad (Kragujevac)
Stari Grad je jedna od pet općina grada Kragujevca i povijesno središte grada. Obuhvaća istočni dio naseljenog mjesta Kragujevac. Zauzima centralni dio Kragujevačkog polja. Graniči se s općinom Aerodrom na sjeveru i istoku, Pivara na jugu, te s općinom Stanovo na zapadu. Općina pokriva površinu od 15,78 km² na kojoj, prema popisu iz 2002. godine, živi 62.794 ljudi (najnaseljenija gradska općina). Najpoznatije kragujevačke građevine se nalaze u Starom Gradu, uključujući Kazalište Joakim Vujić i I Kragujevačku gimnaziju. Općina je kulturni, administrativni, obrazovni, gospodarski i trgovački centar Grada Kragujevca.

## Uprava
Općina Stari Grad se sastoji od sljedećih mjesnih zajednica: 1. maj, 21. oktobar, Bagremar, Bubanj, Centar Grada, Erdoglija, Palilula, Stara radnička kolonija, Sušica te Vašarište.

## Vanjske poveznice
- Stranice grada (na srpskom)  Arhivirana inačica izvorne stranice od 24. veljače 2009. (Wayback Machine)